# Jarlata
Jarlata (en aragonés Xarlata) es una localidad española del municipio de Jaca, perteneciente a la provincia de Huesca en la comunidad autónoma de Aragón. Ubicada en la comarca de la Jacetania, en 2017 contaba con 8 habitantes.

## Geografía
Se integra en la comarca llamada La Val Ancha, que es una de las seis unidades territoriales que integran las localidades que forman parte del municipio de Jaca. Pertenecen a La Val Ancha las catorce poblaciones siguientes: Guasa, Ipas, Lerés, Badaguás, Baraguás,  Gracionépel, Espuéndolas, Barós, Ulle, Navasa, Navasilla, Orante, Martillué y Jarlata. La Val Ancha es la primera zona abierta después de los Pirineos adecuada para la agricultura y ganadería. Constituye una depresión que va desde Jaca hasta Sabiñánigo, cuyo límite septentrional está definido por la sierra de Baraguás mientras que la sierra de la Peña Oroel marca el meridional. Aquí, en un territorio relativamente reducido, se encuentran pequeñas localidades que tradicionalmente se han dedicado a la agricultura de secano y a la ganadería lanar y vacuna.
En el entorno se puede contemplar el fenómeno de las cárcavas, frecuente en La Val Ancha. Se define por la erosión que el agua produce en las laderas de suelos solubles como son las margas y calcitas. Forma profundas estrías, paralelas entre sí, que descienden de los collados y dejan el suelo sin vegetación. Es característico el color gris azulado de los suelos.

## Historia
A mediados del siglo XIX, el lugar, por entonces con ayuntamiento propio, tenía contabilizada una población de 24 habitantes. Aparece descrito en el noveno volumen del Diccionario geográfico-estadístico-histórico de España y sus posesiones de Ultramar de Pascual Madoz de la siguiente manera:

JARLATA: l. con ayunt. en la prov. de Huesca, part. jud. y dióc. de Jaca, aud. terr. y c. g. de Aragon (Zaragoza): se halla sit. al pie de una peña denominada Capitielco, donde disfruta de clima benigno y saludable: se compone de 8 casas y una igl. parr. (San Julian), que comprende los anejos de Franca y Navasilla: el curato es de entrada y se halla servido por un cura párroco de nombramiento de S. M. ó el diocesano, segun los meses de la vacante. Confina el térm. por el N. con Navasa y Franca; E. Sasal; S. Uruel, y O. Beltran: el terreno es casi todo monte donde se crian pastos para los ganados. prod.: trigo y mistura; cria ganado lanar, y hay ademas el mular y boyal propio para la labranza. pobl.: 4 vec., 24 alm. contr.: 1,275 rs. 14 mrs.
(Madoz, 1847, p. 596)